# Slaget vid Tornow
Slaget vid Tornow var ett fältslag under pommerska kriget inom sjuårskriget som utkämpades mellan preussiska och svenska styrkor den 26 september 1758. 
Preussarna sände ut 6 000 man, ledda av general Carl Heinrich von Wedel för att beskydda Berlin. Wedel lät sitt kavalleri anfalla en svensk styrka på omkring 600 man vid Tornow. Svenskarna gjorde tappert motstånd och slog tillbaka sex anfall, men det svenska kavalleriet blev mestadels besegrat och det svenska infanteriet blev tvungna att dra sig tillbaka.
De preussisk-svenska striderna fortsatte i slaget vid Fehrbellin den 28 september.

## Deltagande svenska regementen
- Västerbottens regemente (150 man)
- Västmanlands regemente (300 man)
- Smålands kavalleriregemente (400 man)